# لیندا زیلیاکوس
لیندا اِلویرا زیلیاکوس (فنلاندی: Linda Elvira Zilliacus) (با نام خانوادگی پدریِ گیلِنبرگ، زادهٔ ۲۵ آوریل ۱۹۷۷ در هلسینکی) بازیگر فنلاندی سوئدی زبان است. وی در سال ۲۰۰۱ با توبیاس زیلیاکوس ازدواج کرد.

## گزیدهٔ فیلم‌شناسی
- About Sara (۲۰۰۶)
- در مهتاب (۲۰۰۲)